# A Forest
A Forest – dziewiąty minialbum studyjny black metalowej grupy muzycznej Behemoth. Wydawnictwo ukazało się 29 maja 2020 roku nakładem wytwórni muzycznej New Aeon Musick.

## Lista utworów
| Nr | Tytuł utworu                       | Długość |
| -- | ---------------------------------- | ------- |
| 1. | „A Forest” (The Cure cover)        | 5:49    |
| 2. | „A Forest” (The Cure cover; Live)  | 5:57    |
| 3. | „Shadows Ov Ea Cast Upon Golgotha” | 4:17    |
| 4. | „Evoe”                             | 3:13    |
|    |                                    | 19:16   |

## Twórcy albumu
- Adam „Nergal” Darski -gitara, wokal
- Zbigniew „Inferno” Promiński - perkusja
- Tomasz „Orion” Wróblewski - gitara basowa
- Bartek Rogalewicz - oprawa graficzna